# دعاء الافتتاح
دعاء الافتتاح من أدعية شهر رمضان المبارك، يُدعى به في كلّ ليلة من ليالي هذا الشّهر.يحتوي الدعاء على مضامين أخلاقية وروحية تُهم الداعي، كما ويمكن استخلاص بعض المضامين العقائدية من الدعاء. يتخلّل الدعاء الصلاة على النبي ص وعلى أهل بيته فرداً فرداً، وينتهي بالدّعاء للإمام المهدي.

## سند الدعاء
قال السيد علي بن طاووس ما نصه: ما نذكره من دعاء الافتتاح وغيره من الدعوات التي تتكرر كل ليلة إلى آخر شهر الفلاح، فمن ذلك: الدعاء الذي ذكره محمد بن أبي قرة بإسناده فقال: حدثني أبو الغنائم محمد بن محمد بن محمد بن عبد الله الحسني قال: أخبرنا أبو عمرو محمد بن محمد بن نصر السكوني قال: سألت أبا بكر أحمد بن محمد بن عثمان البغدادي أن يُخرج إلي أدعية شهر رمضان التي كان عمه أبو جعفر محمد بن عثمان بن سعيد العمري يدعو بها، فأخرج إليّ دفتراً مجلّداً بأحمر، فنسخت منه أدعية كثيرة، وكان من جملتها: وتدعو بهذا الدعاء في كل ليلة من شهر رمضان، فإن الدعاء في هذا الشهر تسمعه الملائكة وتستغفر لصاحبه، وهو: «اَللّـهُمَّ اِنّي اَفْتَتِحُ الثَّناءَ بِحَمْدِكَ...» إلى آخر الدعاء.
كما أن الشيخ الطوسي أرسله في التهذيب  ومصباح المتهجد، قال: وتدعو بهذا الدعاء في كل ليلة من شهر رمضان من أول الشهر إلى آخره وهو: «اَللّـهُمَّ اِنّي اَفْتَتِحُ الثَّناءَ بِحَمْدِكَ...» إلى آخر الدعاء.
رواة الحديث هم:
محمد بن أبي قرة، ثقة.
أبو الغنائم محمد بن محمد بن محمد بن عبد الله الحسني، لم يُذكر بمدح ولا قدح.
أبو عمرو محمد بن محمد بن نصر السكوني، ثقة.
أبو بكر أحمد بن محمد بن عثمان البغدادي، لم يوثّقه بعضهم، ولكن لو تأملنا قليلاً فإن جد هذا الرجل لأبيه السفير الأول عثمان بن سعيد العمري، وعمه السفير الثاني محمد بن عثمان وهو من بيت جليل من بيوت وجها الشيعة وزعمائهم، وقد ترحم عليه السيد ابن طاووس وغيره من الأعاظم، ولعل هذا يشير على وثاقة الرجل وجلالة قدره، خلافاً لما تقدم من عدم التوثيق.
محمد بن عثمان بن السعيد، هو السفير الثاني، وهو فوق التوثيق.
وبعد تلقي علماء الشيعة على مر العصور لهذا الدعاء بالقبول والتبجيل ـ بناءً على أن قاعدة (التسامح في أدلة السنن) شاملة لهذا الدعاء بحيث يأتي به الإنسان ويثاب ويؤجر عليه ـ وشهرة الدعاء شهرةً كبيرة كافية للعمل به، لم يبق للوقوف مجال كي يُعرض عن العمل بهذا الدعاء أو تضعيفه، إذ أنّ عمل الأصحاب ـ على قول كثير من المحققين ـ جابر للضعف.

## مقتطفات من الدعاء
في دعاء الافتتاح مضامين إيمانية عقائدية وسلوكية يرسمها الإمام المهدي بصورة تتفق قيميا مع منهجية القرآن الكريم في تربية الإنسان المؤمن والتي هي اليوم تمثل ضرورة معنوية وإيمانية تشد الإنسان إلى عوالم الغيب.
فأول فقرة يبتدئ الإمام الدعاء ويكررها ويعطينا فيها منهجاً أخلاقياً وسلوكياً: حمده لله تعالى وشكره على جميل ما أعطى من نعمه الوافرة وأهمها نعمة الوجود، وإظهار الفقر والفاقة والذل أمام قدرة الله تعالى، :
| دعاء الافتتاح | «اَللّـهُمَّ اِنّي اَفْتَتِحُ الثَّناءَ بِحَمْدِكَ، وَاَنْتَ مُسَدِّدٌ لِلصَّوابِ بِمَّنِكَ». «اَلْحَمْدُ للهِ مالِكِ الْمُلْكِ ، مُجْرِي الْفُلْكِ ، مُسَخِّرِ الرِّياحِ ، فالِقِ الإِصْباحِ ، دَيّانِ الدّينِ ، رَبِّ الْعَالَمينَ...». «اَلْحَمْدُ للهِ عَلى حِلْمِهِ بَعْدَ عِلمِهِ، وَالْحَمْدُ للهِ عَلى عَفْوِهِ بَعْدَ قُدْرَتِهِ، وَالْحَمْدُ للهِ عَلى طُولِ أَناتِهِ في غَضَبِهِ، وَهُوَ قادِرٌ عَلى ما يُريدُ...». «اَلْحَمْدُ للهِ الَّذي لَيْسَ لَهُ مُنازِعٌ يُعادِلُهُ ، وَلا شَبيهٌ يُشاكِلُهُ ، وَلا ظَهيرٌ يُعاضِدُهُ ، قَهَرَ بِعِزَّتِهِ الاَْعِزّاءَ ، وَتَواضَعَ لِعَظَمَتِهِ الْعُظَماءُ ، فَبَلَغَ بِقُدْرَتِهِ ما يَشاءُ...». «اَلْحَمْدُ للهِ الَّذي يُجيبُني حينَ اُناديهِ...». «اَلْحَمْدُ للهِ الَّذي لا يُهْتَكُ حِجابُهُ، وَلا يُغْلَقُ بابُهُ، وَلا يُرَدُّ سائِلُهُ، وَلا يُخَيَّبُ آمِلُهُ...». «اَلْحَمْدُ للهِ الَّذي يُؤْمِنُ الْخائِفينَ ، وَيُنَجِّى الصّالِحينَ...». «اَلْحَمْدُ للهِ الَّذي مِنْ خَشْيَتِهِ تَرْعَدُ السَّماءُ وَسُكّانُها ، وَتَرْجُفُ الأَْرْضُ وَعُمّارُها ، وَتَمُوجُ الْبِحارُ وَمَنْ يَسْبَحُ في غَمَراتِها...». «اَلْحَمْدُ للهِ الَّذي هَدانا لِهذا ، وَما كُنّا لِنَهْتَدِيَ لَوْلا أَنْ هَدانَا اللهُ...». «اَلْحَمْدُ للهِ الَّذي يَخْلُقُ وَلَمْ يُخْلَقْ ، وَيَرْزُقُ وَلا يُرْزَقُ ، وَيُطْعِمُ وَلا يُطْعَمُ...». | دعاء الافتتاح |

ثم ينتقل في عدة فقرات من الصلاة والثناء على النبي ﷺ وعلى أهل بيته:
| دعاء الافتتاح | اَللهُمَّ صَلِّ عَلى مُحَمَّد عَبْدِكَ وَرَسُولِكَ ، وَأَمينِكَ ، وَصَفِيِّكَ ، وَحَبيبِكَ ، وَخِيَرَتِكَ مَنْ خَلْقِكَ ، وَحافِظِ سِرِّكَ ، وَمُبَلِّغِ رِسالاتِكَ ، أَفْضَلَ وَأَحْسَنَ ، وَأَجْمَلَ وَأَكْمَلَ ، وَأَزْكى وَأَنْمى ، وَأَطْيَبَ وَأَطْهَرَ ، وَأَسْنى وَأَكْثَرَ ، ما صَلَّيْتَ وَبارَكْتَ وَتَرَحَّمْتَ ، وَتَحَنَّنْتَ وَسَلَّمْتَ ، عَلى أَحَد مِن عِبادِكَ وَأنْبِيائِكَ وَرُسُلِكَ وَصِفْوَتِكَ ، وَأَهْلِ الْكَرامَةِ عَلَيْكَ مِن خَلْقِكَ». «اَللهُمَّ وَصَلِّ عَلى عَليٍّ أَميرِ الْمُؤْمِنينَ ، وَوَصِيِّ رَسُولِ رَبِّ الْعالَمينَ ، عَبْدِكَ وَوَليِّكَ ، وَأَخي رَسُولِكَ ، وَحُجَّتِكَ عَلى خَلْقِكَ ، وَآيَتِكَ الْكُبْرى ، وَالنَّبأِ الْعَظيمِ...». «وَصَلِّ عَلَى الصِّدّيقَةِ الطّاهِرَةِ فاطِمَةَ سَيِّدَةِ نِساءِ الْعالَمينَ...». «وَصَلِّ عَلى سِبْطَيِ الرَّحْمَةِ وَاِمامَيِ الْهُدى، الْحَسَنِ وَالْحُسَيْنِ سَيِّدَيْ شَبابِ اَهْلِ الْجَّنَةِ...». «وَصَلِّ عَلى اَئِمَّةِ الْمُسْلِمينَ، عَلِيِّ بْنِ الْحُسَيْنِ، وَمُحَمَّدِ ابْنِ عَلِيٍّ، وَجَعْفَرِ بْنِ مُحَمَّد، وَمُوسَى بْنِ جَعْفَر، وَعَلِيِّ بْنِ مُوسى، وَمُحَمَّدِ بْنِ عَلِيٍّ، وَعَلِيِّ بْنِ مُحَمَّد، وَالْحَسَنِ بْنِ عَلِىٍّ، وَالْخَلَفِ الْهادي الْمَهْدِيِّ، حُجَجِكَ عَلى عِبادِكَ، وَاُمَنائِكَ في بِلادِكَ صَلَاةً كَثيرَةً دائِمَةً...». «اَللهُمَّ وَصَلِّ عَلى وَلِىِّ اَمْرِكَ الْقائِمِ الْمُؤَمَّلِ ، وَالْعَدْلِ الْمُنْتَظَرِ...». | دعاء الافتتاح |

ثم يختم بالدعاء للإمام ولشيعته وطلب الفرج له ولهم:
| دعاء الافتتاح | «اَللّهُمَّ إِنّا نَرْغَبُ اِلَيْكَ في دَوْلَة كَريمَة، تُعِزُّ بِهَا الاِْسْلامَ وَاَهْلَهُ، وَتُذِلُّ بِهَا النِّفاقَ وَأَهْلَهُ..». «اَللهُمَّ الْمُمْ بِهِ شَعَثَنا، وَاشْعَبْ بِهِ صَدْعَنا، وَارْتُقْ بِهِ فَتْقَنا، وَكَثِّرْ بِهِ قِلَّتَنا، وَاَعْزِزْ بِهِ ذِلَّتَنا...». «اِشْفِ بِهِ صُدُورَنا.. وَأَذْهِبْ بِهِ غَيْظَ قُلُوبِنا.. وَاهْدِنا بِهِ لِمَا اخْتُلِفَ فيهِ مِنَ الْحَقِّ بِإذْنِكَ...» | دعاء الافتتاح |

## شروح الدعاء
- الرسالة الافتتاحية، لشهاب الدين العراقي، وهو الشيخ محمد بن موسى البرشلوني الكميجاني المتوفى 1313 هـ.[5]
- في ظلال دعاء الافتتاح، السيد منير الخباز القطيفي.
- في رحاب دعاء الافتتاح، السيد محمد حسين فضل الله.
- شرح دعاء الافتتاح، السيد مرتضى الحسيني الشيرازي.
- شرح دعاء الافتتاح، الشيخ عبد الجليل البن سعد الأحسائي.

## الوصلات الخارجية
- استمع لصوت دعاء الافتتاح
- نص دعاء الافتتاح